# Phytomia serena
Phytomia serena är en tvåvingeart som beskrevs av Charles Howard Curran 1927. Phytomia serena ingår i släktet Phytomia och familjen blomflugor.
Artens utbredningsområde är Kongo. Inga underarter finns listade i Catalogue of Life.